# Mécanisme européen de protection civile
Le mécanisme européen de protection civile (MEPC) institué en 2001 par l'Union européenne permet aux pays participants (UE et hors de l'UE) de coordonner leur aide face à une situation d'urgence de grande ampleur à laquelle ne peut pas faire face seule la protection civile d'un pays. Il peut être déployé partout dans le monde.
Grâce à un travail de sensibilisation, de formation, d'échanges d'experts et l'organisation d'exercices de simulation, il contribue à préparer et éviter des catastrophes à terme.

## Historique
Le mécanisme européen de protection civile(MEPC) a été mis en place en 2001, par la décision Euratom du 23 octobre 2001, dans l'objectif de fournir aux pays participants au mécanisme, le moyen de s'entraider ou de prêter assistance à des pays tiers lors de la survenance d'une catastrophe.
En 2013, la législation européenne en matière de protection civile (décision du 17 décembre 2013 du parlement européen et du conseil de l'Union européenne) a largement modifié l'organisation du MEPC et renforcé son rôle :
- en axant ses activités sur la préparation et la prévention de catastrophes ainsi que sur l'évaluation et la planification de la gestion des risques ;
- en instaurant le centre de coordination de la réaction d'urgence[5], ERCC (en anglais, Emergency Response Coordination Center) celui-ci est opérationnel en permanence et dispose d'une capacité de surveillance des catastrophes et de coordination des interventions. Il travaille directement avec les points de contact des États participants et peut répondre simultanément à plusieurs demandes.

### Gestion du MEPC
C'est la commission européenne qui pilote le mécanisme au travers de sa direction générale de l'aide humanitaire et de la protection civile, (ECHO). Ces deux activités allant souvent de pair, le mandat humanitaire d'ECHO a été étendu à la protection civile en 2010 afin de coordonner l'assistance des États participants au MEPC en cas de catastrophe, tant en matière de sécurité civile que d'aide humanitaire.

## Mode de fonctionnement
Ce mécanisme vise tout d'abord à protéger les personnes, mais peut également porter sur l'environnement, les biens et les sites culturels. 
Lorsque l'ampleur d'une situation d'urgence dépasse les capacités de réaction nationale en matière de protection civile, le MEPC permet l'organisation d'une intervention coordonnée grâce à la mise en commun efficace des ressources proposées par les États participants (moyens humains, techniques et matériels). Le mécanisme peut ainsi éviter la duplication des efforts et fournir une assistance répondant au plus juste aux besoins réels du pays touché.   
Tous les pays du globe, les Nations unies et ses agences et certaines organisations internationales peuvent introduire une demande d'assistance par le biais du MEPC. 
Actuellement, trente-sept États participent au MEPC : les vingt-sept États membres de l'Union européenne ainsi que dix autres pays européens (Albanie, Bosnie-Herzégovine, Islande, Macédoine du Nord, Moldavie,Monténégro, Norvège, Serbie, Turquie et Ukraine).  
Des situations d'urgence peuvent se produire à la suite de catastrophes d'origine naturelle (par exemple, incendies de forêts, tremblements de terre, inondations ou épidémies) ou humaine (conflits, accidents industriels, etc.). 
Par ailleurs, des situations d'urgence liées à la pollution marine (marées noires, fuite de produits dangereux dans les fleuves, etc.) peuvent également permettre d'activer le MEPC. Dans ce cas, le travail est mené en collaboration avec l'agence européenne pour la sécurité maritime (AESM).

### Réserve européenne de protection civile
En 2013, afin d’améliorer l’efficacité de la réponse du mécanisme européen de protection civile, tant en termes de coordination que de réduction des délais d’intervention, une réserve de différentes ressources a été mise en place. Les ressources d’ordre médicales sont regroupées au sein du corps médical européen.
Lors de leur activation, les frais de transport et de déploiement des modules de la réserve sont couvert à 75 % par la commission européenne.
| Type de ressource                                                | Nombre | État fournisseur |
| ---------------------------------------------------------------- | ------ | --- |
| Sauvetage nautique avec bateau                                   | 5      | Autriche Belgique France République tchèque                                                                                      |
| Pompage de haut débit                                            | 15     | Allemagne Autriche Belgique Finlande France Italie Pologne Roumanie Slovaquie Slovénie Suède + une unité commune aux pays baltes |
| Pompage de très haut débit                                       | 1      | Pays-Bas |
| Purification d’eau                                               | 6      | Allemagne Autriche Belgique Danemark France                                                                                      |
| Barrage anti-inondation                                          | 2      | Autriche France |
| Unité de sauvetage, d'appui et de recherche moyenne              | 6      | Croatie Espagne Estonie Portugal Roumanie Turquie                                                                                |
| Unité de sauvetage, d'appui et de recherche lourde               | 10     | Autriche Danemark France Italie Pays-Bas Pologne République tchèque Turquie                                                      |
| Évaluation structurelle                                          | 1      | Italie |
| Unité de recherche & sauvetage en milieu souterrain              | 3      | Croatie Espagne Slovénie |
| Unité de recherche & sauvetage en milieu montagneux              | 1      | Espagne |
| Unité de recherche & sauvetage en milieu aquatique               | 1      | Espagne |
| Laboratoire mobile                                               | 1      | Allemagne |
| Équipe médicale d’urgence                                        | 16     | Belgique Espagne Estonie France Grèce Italie Norvège Pologne Portugal Roumanie Turquie                                           |
| Unité d’évacuation médicale aérienne                             | 2      | Roumanie Slovaquie |
| Groupe de réaction à un incident maritime                        | 2      | France Pays-Bas |
| Lutte contre la pollution maritime                               | 1      | Suède |
| Unité d’évaluation environnementale                              | 1      | Pays-Bas |
| Unité de conseil/expertise en lutte contre l’incendie            | 2      | Espagne |
| Avion de lutte contre les feux de forêt                          | 2      | France Grèce |
| Unité terrestre de lutte contre les feux de forêt                | 5      | Espagne France Grèce Portugal |
| Unité terrestre de lutte contre les feux de forêt avec véhicules | 15     | Allemagne Autriche Bulgarie Finlande France Grèce Pologne Portugal Roumanie Slovaquie Slovénie                                   |
| Détection et échantillonnage NRBC                                | 9      | Allemagne Autriche Danemark France Grèce Italie Portugal Roumanie                                                                |
| Décontamination NRBC                                             | 1      | Autriche |
| Recherche et sauvetage en conditions NRBC                        | 2      | Autriche Portugal |
| Équipe d’assistance et d’appui technique                         | 6      | Allemagne Danemark Finlande Italie Pays-Bas Suède                                                                                |
| Module drone                                                     | 3      | Espagne France |
| Plateforme de communication                                      | 2      | France Luxembourg |
| Module d’hébergement                                             | 2      | Slovaquie Suède |

## Exemple de situations d'intervention
- L'épidémie du virus Ebola en Afrique de l'Ouest[10] (2014) ;
- Les inondations en Bosnie-Herzégovine et en Serbie[11] (2014), il s'agissait de la plus vaste mobilisation européenne en matière de protection civile avec l'intervention de vingt-trois États ;
- Les conflits dans l'Est de l'Ukraine[12] (2015) ;
- La crise migratoire en Europe[13],[14] (2015) ;
- Le séisme au Népal[15],[16] (2015) ;
- Les incendies de juin 2017 au Portugal (2017)[17] ;
- Les incendies de l'été 2018 en Suède (2018).

## Aide apportée aux pays frappés
L'aide est composée de ressources qui sont apportées par les États participants au MEPC. Elle recouvre l'assistance matérielle, des expertises, l'envoi d'équipes sur le terrain et de modules d'intervention ainsi que l'acheminement de matériels spécifiques.
Dans le but d'évaluer les besoins et d'assurer une coordination avec les autorités locales et les organisations internationales, des experts peuvent également être envoyés sur place. Ils peuvent aussi remplir des missions de conseil aux pays en matière de prévention et de préparation visant à réduire l'impact des catastrophes.

## Financement
Les États participants assurent la majeure partie du financement du MEPC.
La Commission européenne apporte son soutien financier pour le fonctionnement général de l'ERCC, l'envoi d'équipes d'experts, le cofinancement du transport logistique de moyens, d'études et d'enquêtes, le financement d'un programme de formation et d’exercices ainsi que le financement des opérations de sensibilisation et d'information au public.
Pour la période 2014-2020, le budget européen consacré à la mise en place du MEPC équivaut globalement à 368,4 millions d'euros se divisant ainsi :
- 223,7 millions d'euros sont utilisables à des fins de prévention, de préparation et de réponse aux catastrophes au sein de l'Union européenne ;
- et le reste est réservé pour des actions similaires situées hors de l'Union européenne.

À ce budget, s'ajoutent des contributions supplémentaires émanant de pays participants au MECP, non membres de l'Union européenne.
Par ailleurs, lorsqu'une assistance en matière de protection civile européenne est requise par des pays tiers, elle est généralement assortie d'une aide humanitaire. 